# Abbaye Notre-Dame d'Ardorel
L’abbaye Notre-Dame d'Ardorel est une ancienne abbaye bénédictine puis rapidement cistercienne, ruinée par les guerres de Religion.
Ses vestiges sont visibles sur la commune de Payrin-Augmontel, entre Mazamet et Castres, dans le Tarn (France). Ils sont néanmoins inaccessibles car englobés dans le camp d'entraînement militaire du 8e RPIMa.

## Histoire

### Fondation bénédictine
L'abbaye est fondée à la fin du XIe siècle, dans une combe du causse se trouvant sur la paroisse de Notre-Dame-de-Sanguinou, du nom du plus vieux lieu de culte du département. Tout comme l'abbaye voisine de Bellecelle, elle suit tout d'abord la règle de saint Benoît. Un document atteste ainsi de son existence dès 1114. Le nom « Ardorel » signifierait « terre de labour ».

### Changement de règle et Cécile de Provence

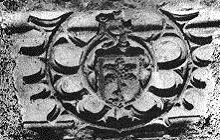
Les armoiries présumées de l'abbaye.

En 1124, sous l'influence de Cécile de Provence, femme du puissant vicomte Bernard Aton IV Trencavel, l'abbaye passe sous contrôle cistercien. C'est ainsi que des moines viennent de l'abbaye de Cadouin (Dordogne), sous la direction de leur abbé, Élie. Ils rédigent aussi une première charte à l'abbaye. On ignore ce qu'il advient des bénédictins qui les précèdent, comme on ignore pourquoi l'abbaye ne fut comptée comme fille de la branche de Pontigny qu'à partir de 1147. Le premier abbé d'Ardorel, une fois Élie retourné à Cadouin, est un certain Foulque.
Durant toute sa vie, Cécile de Provence fait de nombreux dons à l'abbaye. Elle possède la baronnie et le château voisin de Gaïx, et passe donc régulièrement par l'intermédiaire de ses vassaux locaux, les seigneurs du Vintrou, d’Hautpoul et de Miraval, pour réaliser ces dons, si elle ne les fait pas directement. À sa mort en 1150 et d'après son testament de 1136, elle s'y fait enterrer, avec pour épitaphe : « Que celui qui l’ignore, sache que repose dans ce sarcophage, la très digne Dame Cécile. C’est elle qui a fondé le monastère et ses dépendances, a doté les frères de ses nombreux terrains en friches et de ses nombreuses terres arables. Par conséquent les moines présents, et aussi ceux qui leur succéderont, doivent prier pour cette défunte, eux à qui tous ces biens ont été donnés en ce lieu. ».

### Prospérité
Il a suffi d'une quinzaine d'années à Cécile de Provence pour faire de l'Ardorel une puissante et rayonnante abbaye. En 1138, le pape Innocent II confirme ses privilèges, suivi d'Alexandre III en 1165. Bientôt, elle s'étend en fondant elle-même des "abbayes-filles", et rachète de nombreuses terres dès 1165. A cette même date, l'abbé Pierre I participe au concile de Lombers, sur le catharisme, preuve de l'importance de l'abbaye.
La réputation de la congrégation est si grande que même des cathares lui font des dons. C'est ainsi que Jourdain, fils de Bertrand de Saissac, lui lègue des biens en 1283 (dont le château de la Rode). Après Cécile, son fils Roger Ier Trencavel se fait bienfaiteur de l'abbaye, tout comme Arnaud Ramond, seigneur d'Hautpoul. Celui-ci teste en faveur de l'Ardorel, le 29 décembre 1222, dans un testament conservé aux archives départementales du Tarn, et lègue ainsi ses droits seigneuriaux sur la bordaria de la Boqueta (en bordure du Thoré). De même, un autre seigneur d'Hautpoul, Bernard Revel, fait don de « trois pièces de terre dans la paroisse Saint-Pierre-de-Fronze » le 9 février 1315 ou 1316. Ces trois seigneurs désirent d'ailleurs se faire inhumer dans l'église de l'abbaye, tels Cécile de Provence, mais il semble que ce vœu leur ait été refusé.
Pendant près de 400 ans, les moines d’Ardorel mènent une vie simple et fructueuse, entre travaux des champs et prières, dans la forêt entre les villages de Payrin et d’Augmontel. Au milieu du XIIIe siècle, on compte treize moines, issue de la noblesse régionale. Puis les guerres de Religion qui la confrontent aux protestants qui tiennent la vallée du Thoré et Castres affaiblissent l’abbaye.

### Déclin et fin de l'abbaye
À partir du début du XVIe siècle, la réputation comme la prospérité de l'abbaye diminuent, en particulier avec l'instauration du régime de la commende. Étonnement, bien qu'elle existe depuis des siècles déjà, c'est seulement à cette époque que l'ordre Cistercien la reconnait réellement.
En 1573, durant les guerres de Religion, elle est obligée de faire appel aux catholiques de Saint-Alby pour réussir à récupérer les revenus de ses fermes isolées. Mais ceux-ci sont bientôt contraints de se rendre aux protestants. En 1586, un parent de l'abbé converti en secret au calvinisme s'introduit dans le monastère et ouvre les portes à des spadassins venus de Mazamet qui assassinent les moines et en jettent les cadavres dans un puits. Quelques survivants qui avaient quitté le monastère à temps poursuivent la vie monastique à la grange de la Rode (à Lempaut), qui dépendait auparavant de l'Ardorel,,.
C'est alors la fin de l'abbaye, qui pillée et incendiée, est définitivement abandonné après le massacre. En 1684, le diocèse de Castres relève qu'« il ne reste que les murs de l’église et le puits au milieu de la cour ». Néanmoins, le malheur du monastère ne s'arrête pas là : à la Révolution, d'autres dégradations sont relevées, et le sarcophage de Cécile de Provence détruit.

## Architecture et vestiges

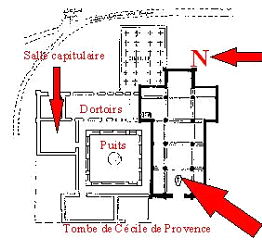
Plan de l'abbaye selon les fouilles du XIXe siècle.

À la suite de fouilles menées au XIXe siècle, on connait un peu l'agencement de l'abbaye. De plus, des ossements humains ont été retrouvés au fond du puits, conformément à l'histoire du massacre. Les fouilles ont aussi révélées une croix abbatiale et une crosse d’abbé. Certains objets retrouvés sont conservés au musée du Catharisme de Mazamet. Les quelques archives de l'abbaye sont conservées aux archives départementales.
Les vestiges de l'abbaye Notre-Dame d'Ardorel sont rares, et situés dans l'enceinte du camp militaire du 8e RPIMa. Ils sont donc inaccessibles. S'ils étaient déjà endommagés récemment, la comparaison entre des photos de 1970 et d'autres actuelles montrent l'accélération importante des dégradations.

Bien que des travaux de débroussaillage ait été mené vers 2000, la nature a de nouveau repris ses droits. Camouflé par la forêt, il demeure ainsi le grand puits, obstrué d'une grille, quelques soubassements, les fondations de l’église et de la grande salle capitulaire, et des pans de murs envahis par la végétation.

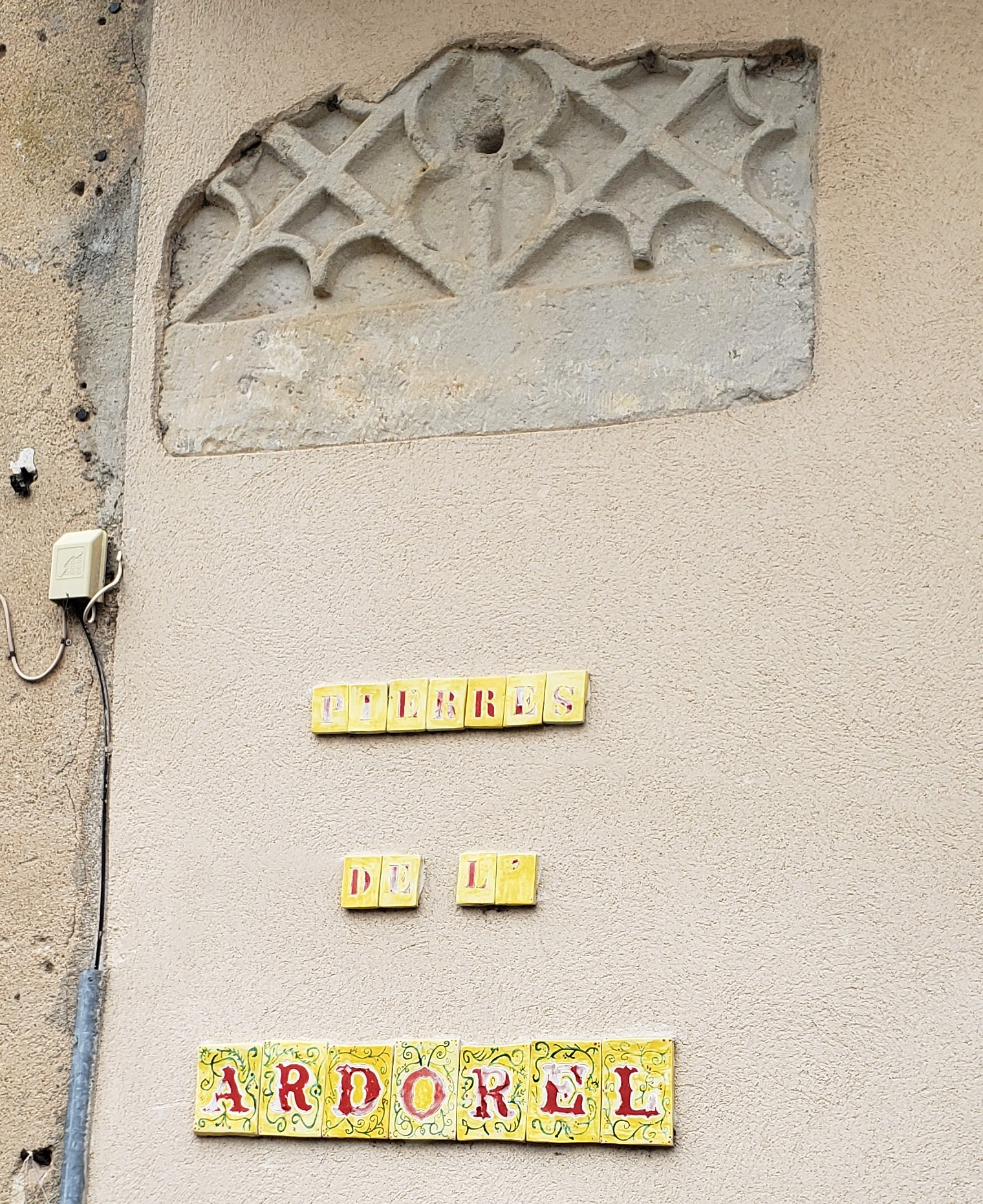
Pierres issues de l'abbaye et incluses dans la salle des fêtes d'Augmontel.
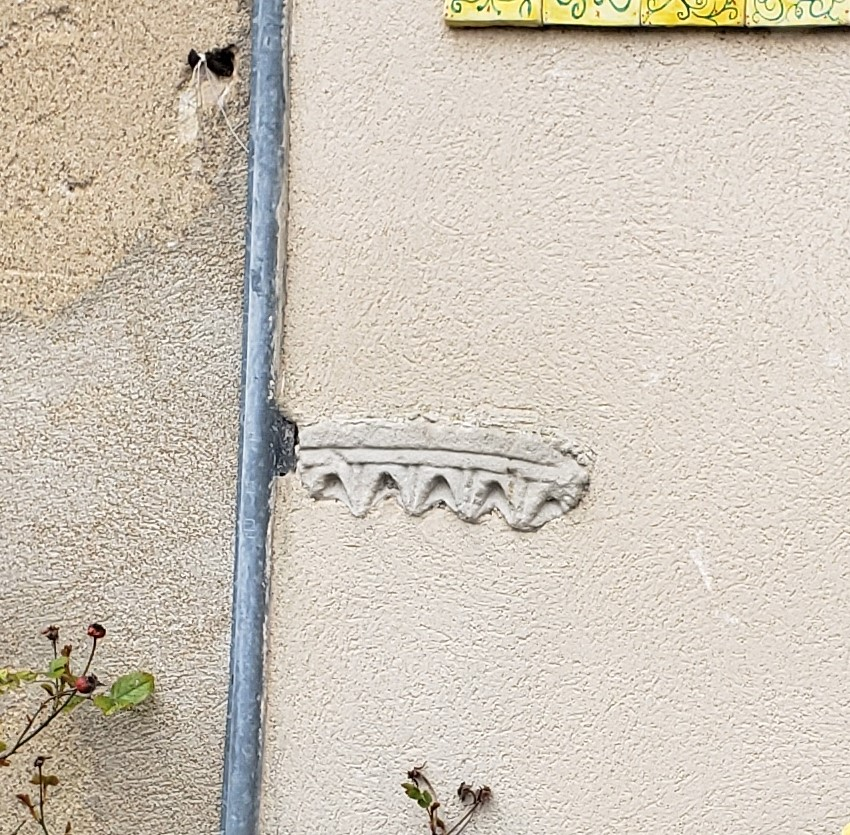
Autres pierres.
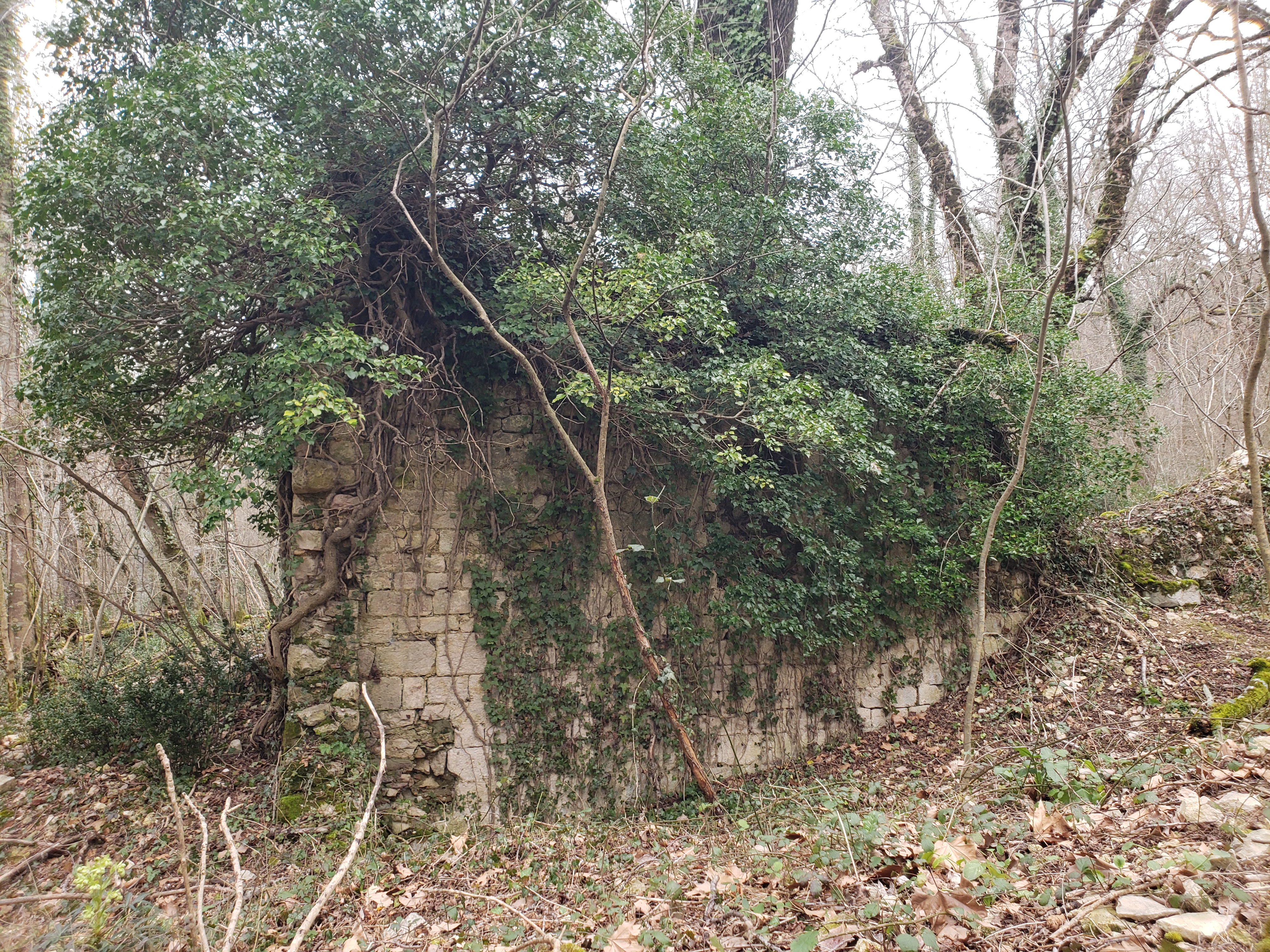
Mur de la salle capitulaire, dernier vestige.
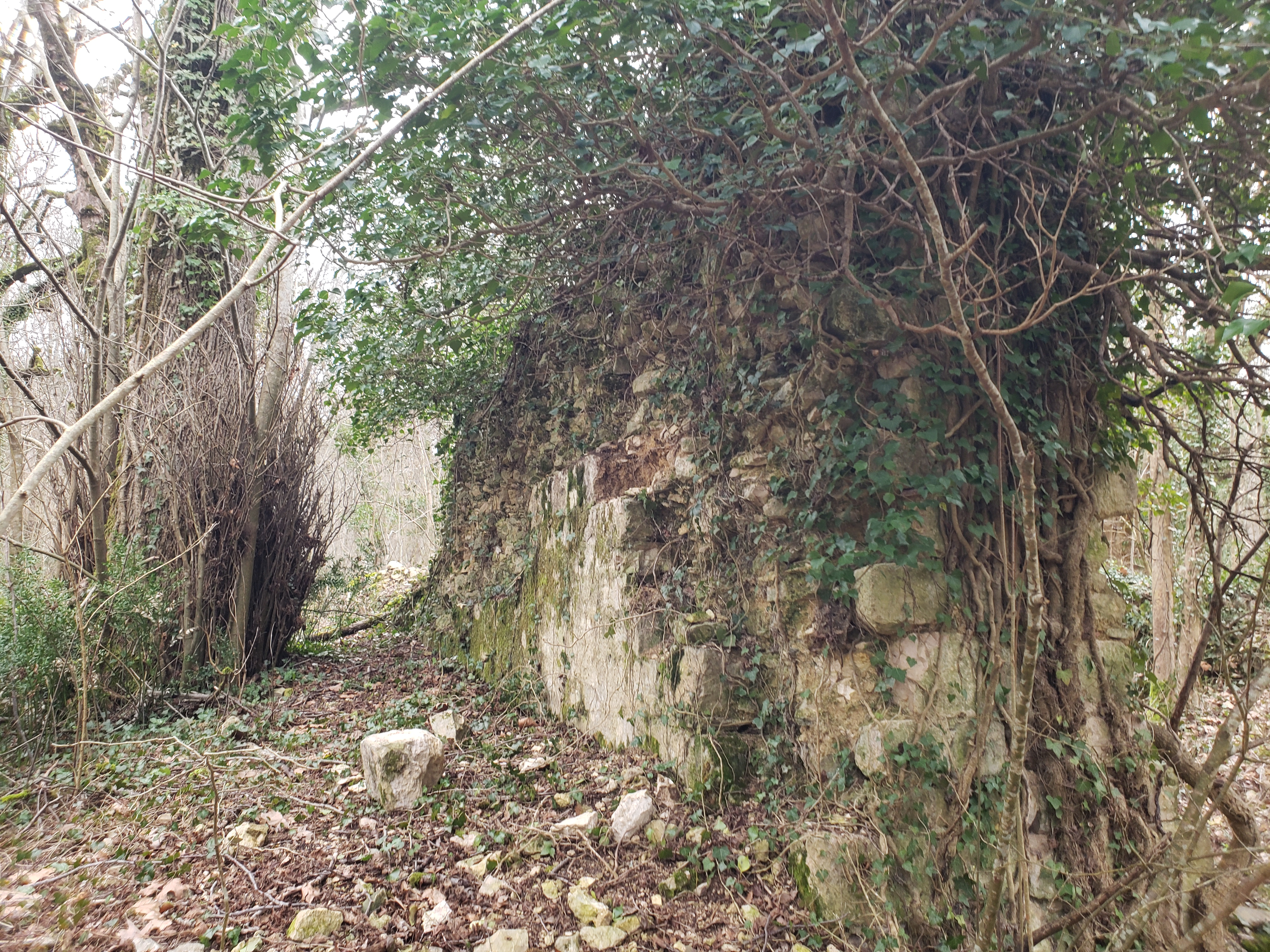

## Filiation et dépendances
L'abbaye Notre-Dame d'Ardorel est fille de l'abbaye de Cadouin. En pleine expansion, elle ne tarde pas à fonder deux abbayes filles : l'abbaye de Valmagne (Hérault), en 1138, qui connaît à son tour une grande prospérité avec jusqu'à trois cents moines à son apogée, puis celle de Saint-Sauveur de Sira (Pyrénées-Orientales), en 1139. Par ailleurs, l'abbaye Sainte-Marie de Jau, quoique antérieure, vient se placer dans sa filiation en 1162.
Le domaine de l’abbaye s’étendait sur les paroisses d'Aiguefonde (Saint-Pierre de Fronze et Fontalba), Roussoulp, Saint-Alby, Aussillon, ou encore Caucalières. L'abbé rendait justice à Augmontel, et y levait la dîme. Le monastère disposait de plusieurs granges dont celles :
- du mas de Fronze (Aiguefonde), donnée par Huc du Vintrou et sa femme en 1163 ;
- de la Rode (Lempaut), devenue le château de la Rode, sur des terres données par Jourdain de Saissac le 30 avril 1258 et accrues durant les siècles suivants[13] ;
- à Augmontel, hameau créé par les moines, où leurs fermes portent les noms de Mirassou, Cantegrel et La Crozes.